# Улицкий шанец
Улицкий шанец — одно из четырёх полевых укреплений, возведённых на Карельском перешейке во время Северной войны для защиты Санкт-Петербурга с севера. Ближайший населённый пункт — посёлок Соловьёво.

## История
Редут перекрывал узкую песчаную косу между берегом Ладожского озера и озером Суванто. До 1818 года по берегу Ладоги проходила дорога из Петербурга в Кексгольм.
После прорытия канала и спуска воды из озера Суванто, редут оказался на северном берегу реки Тайпеле, соединяющей озеро с Ладогой.

## Укрепление в XXI веке
В начале XXI века шанец зарос деревьями, но отчетливо видны глубокие рвы и высокие валы, образующие четко просматривающиеся углы.